# Segelfluggelände Bad Zwischenahn-Rostrup

i7
i11
i13
Das Segelfluggelände Bad Zwischenahn-Rostrup liegt im Ortsteil Rostrup der Gemeinde Bad Zwischenahn im Landkreis Ammerland in Niedersachsen, etwa 3 Kilometer nördlich des Zentrums von Bad Zwischenahn an der Nordwestseite des Zwischenahner Meers. Es befindet sich im äußersten nördlichen Bereich des ehemaligen Fliegerhorsts Zwischenahn.

## Flugbetrieb
Das Segelfluggelände ist mit einer 800 m langen und 30 m breiten Start- und Landebahn aus Gras (Richtung 09/27) ausgestattet. Es besitzt eine Betriebszulassung für Segelflugzeuge und Motorsegler. Der Start von Segelflugzeugen erfolgt per Windenstart oder Flugzeugschlepp. Der Halter und Betreiber des Segelfluggeländes ist der Luftsportverein Oldenburg - Bad Zwischenahn e. V. Der Verein wurde 1950 gegründet.